# Оболонский сельский совет (Семёновский район)
Оболо́нский се́льский сове́т (укр. Оболонська сільська рада) — входит в состав
Семёновского района
Полтавской области
Украины.
Административный центр сельского совета находится в 
с. Оболонь.

## Населённые пункты совета
- с. Оболонь
- с. Зикранцы
- с. Наталенки
- с. Тукалы